# Phtalocyanine de cobalt
La phtalocyanine de cobalt(II), notée CoPc, est un complexe de phtalocyanine et de cobalt de formule chimique Co(C8H4N2)4. Il s'agit d'un solide bleu foncé à violet, insoluble dans l'eau, qui doit cependant être manipulé avec certaines précautions en raison de ses effets mutagènes et cancérogènes lorsqu'il est absorbé. CoPc a de multiples usages industriels, et a attiré l'attention à la fin des années 2010 comme catalyseur de relaxation d'un dérivé de quadricyclane en dérivé de norbornadiène dans le cadre d'une application de stockage chimique de l'énergie solaire.